# 王化镇
王化镇，是中华人民共和国安徽省阜阳市阜南县下辖的一个乡镇级行政单位。

## 行政区划
王化镇下辖以下地区：
万沟村、富陂村、张集村、王化村、卢寨村、王夹道村、大湖村和王寨村。